# German Clarinet Duo

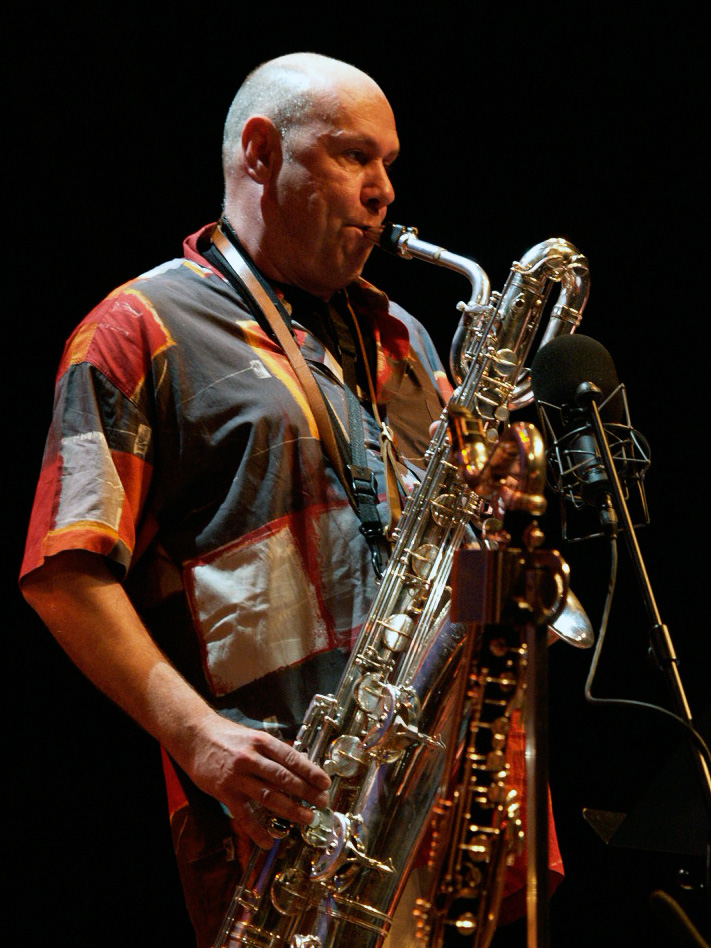
Eckard Koltermann, Moers festival 2007

German Clarinet Duo is een Duitse jazz-klarinetduo met Theo Jörgensmann, klarinet en Eckard Koltermann, basklarinet. Het duo was actief  tussen 1984 en 1998.

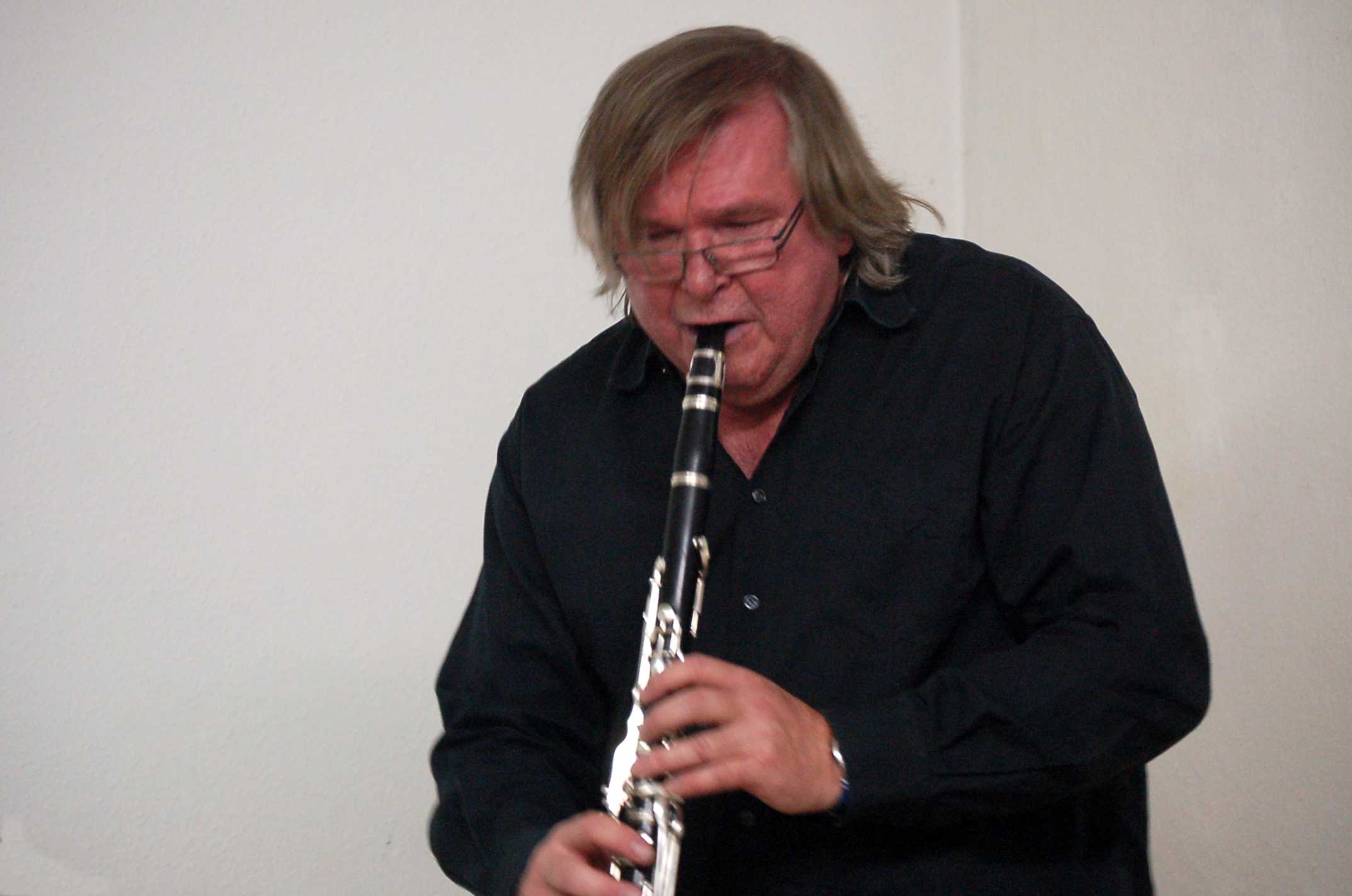
Theo Jörgensmann, 2009.

Jörgensmann en Koltermann speelde met de Contraband van Willem van Manen. 
Het duo toerde door Nederland met de Orkest de Volharding en speelde op verschillende internationale festivals, zoals Neurenberg, Krakau, Székesfehérvár, Amsterdam, Genève en Groningen.
De sound van German Clarinet Duo is hoofdzakelijk een mengeling van jazz en avant-garde.

## Discografie
- Schwarzlicht, 1988
- Materialized Perception met Perry Robinson, 1992
- Hommage a Jimmy Giuffre, 1994
- T. Jörgensmann/E. Koltermann Pagine Gialle, 1995 (Hathut Records)